# ナショナル・ミニマム
ナショナル・ミニマム（national minimum）とは、国家（政府）が国民に対して保障すべき最低限度の生活水準のことである。
社会保障制度の根幹を基礎づける概念の一つであり、それぞれの国や社会に対応した「最低限度の生活水準」がある。日本においては、日本国憲法第25条における生存権保障の規定が、ナショナルミニマム概念を示す規範的概念として提示されている。

## イギリス
ナショナルミニマムという概念は、イギリスのウェッブ夫妻が、著書『産業民主制論』（1897年）においてはじめて提唱した。ウェッブは同書において、「労働者に、生産者や市民と同等の、必要な生活水準を保証する」という意味で「ナショナルミニマム」の語を使用し、その具体的内容は「最低賃金」,「労働時間の上限」，「衛生・安全基準」，「義務教育」の4項目からなるとした。生存権概念の先駆としても重要であるが，もともとは貧困者への人的資本投資による経済成長政策であり，19世紀末のイギリス経済衰退への処方箋でもあった。同概念は，イギリスのケンブリッジ学派のA.C.ピグーによる『厚生経済学』（1920年）最終章にも継承された。
イギリスの経済学者ライオネル・ロビンズは、第二次世界大戦中の1940年に内閣経済部に配属され、戦時経済、食糧供給、雇用の安定などの政策を立案するなか、国民最低限保障（ナショナル・ミニマム）の必要性を主張した。その後、1942年のベヴァリッジ報告書ではナショナル・ミニマムを達成するため、ミーンズテストに基づく公的扶助制度および社会保険を設けるとした。

## 日本
日本の場合、根拠として日本国憲法第25条がある。これを保障するための社会政策は、生活保護法など数々あるが、それらを総称して「セーフティネット（安全網）」と呼ぶ場合がある。 なお、国家として保障するものを「ナショナル・ミニマム」というが、地方自治体単位での最低限度の生活水準（生活環境水準）については「シビル・ミニマム（civil minimum）」という。ただし、これは「和製英語」である。